# Ligne de Courcelles-sur-Nied à Téterchen
La ligne de Courcelles-sur-Nied à Téterchen est une ligne de chemin de fer française a écartement standard de la région Lorraine. Elle est déclassée.
Elle constituait autrefois la ligne 173 000 du réseau ferré national.

## Historique
La section de Courcelles-sur-Nied à Téterchen est concédée à la Société belge de chemins de fer par un traité signé entre le préfet de la Moselle et la société le 27 août 1868. Ce traité est approuvé et la ligne est déclarée d'utilité publique, à titre d'intérêt local, par un décret impérial du 17 février 1869.
La construction de la ligne commence la même année. Elle est mise en service par la direction générale impériale des chemins de fer d'Alsace-Lorraine en 1873 pour le tronçon de Courcelles-sur-Nied à Boulay-Moselle et en 1876 pour le tronçon de Boulay-Moselle à Téterchen. La voie est intégralement doublée en 1888.
La ligne est mise progressivement à voie unique entre 1940 et 1950. Le trafic voyageurs prit fin en 1948 tandis que le trafic marchandises est supprimé progressivement:
- En 1960 entre Courcelles-Chaussy et Boulay-Moselle
- En 1971 entre Courcelles-sur-Nied et Courcelles-Chaussy
- En 1985 entre Boulay-Moselle et Téterchen

Le déclassement de la voie suivit l'arrêt du trafic de marchandises
- En 1969 entre Courcelles-Chaussy et Boulay-Moselle
- En 1973 entre Courcelles-sur-Nied et Courcelles-Chaussy

L'intégralité de la voie est déclassée, puis déposée en 1987.

## Tracé
La situation de la ligne permettait une seconde façon de se rendre à Metz depuis Sarreguemines : en se détachant de la ligne de Réding à Metz puis en rejoignant celle de Haguenau à Hargarten-Falck, elle permettait un trajet passant approximativement le long de la Nied française par Pange, Courcelles-Chaussy et Boulay-Moselle.